# Johann Jakob Sturz

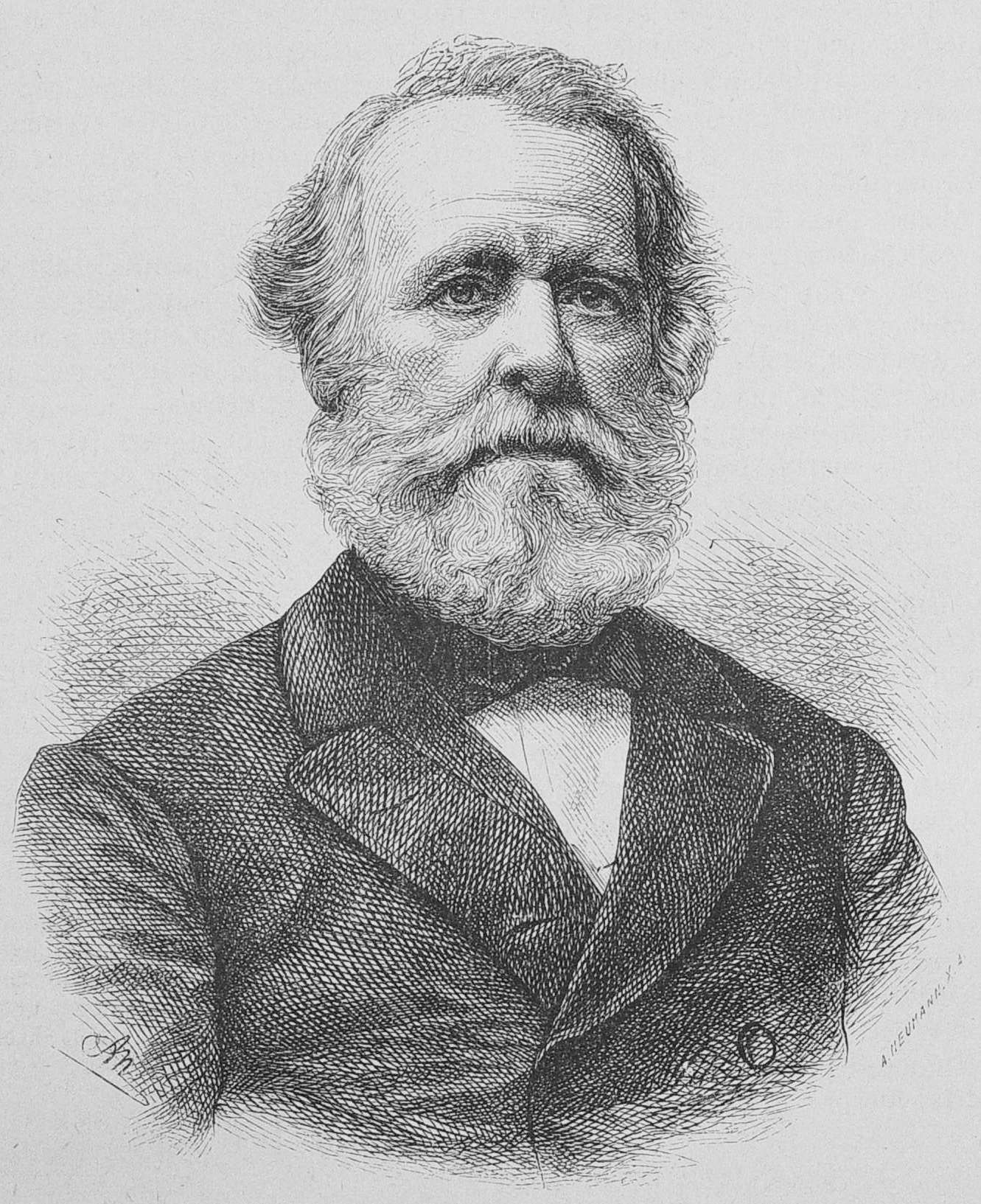
Johann Jakob Sturz, nach einer Fotografie erstellter Holzschnitt von Adolf Neumann für die Zeitschrift Die Gartenlaube (1878)

Johann Jakob Sturz, anglisiert John James Sturz, Pseudonym Germano-Brasilicus, als brasilianischer Staatsbürger João Diogo Sturz (* 7. Dezember 1800 in Frankfurt am Main; † 4. Dezember 1877 in Friedenau, Landkreis Teltow), war ein deutsch-brasilianischer Bergbauingenieur und Publizist. Als Kolonisator und Kolonialpolitiker rief er deutsche Auswanderer in die brasilianischen Provinzen Bahia, Espírito Santo, Minas Gerais, Rio Grande do Sul und Santa Catarina. Das Kaiserreich Brasilien vertrat er von 1843 bis 1858 als Generalkonsul für Preußen in Berlin. Als Generalkonsul von Uruguay in Preußen (1863–1865) warb er anschließend für deutsche Ansiedlungen am Río de la Plata.

## Leben
Sturz wurde als jüngster von zwölf Söhnen eines bayerischen Landesdirektionsrats in Frankfurt am Main geboren. Sein Vater verstarb früh. Im Hause seiner Mutter verkehrten der Geograph Carl Ritter und der Philosoph Friedrich Wilhelm Joseph Schelling. Letzterer soll ihn auch als Lehrer unterrichtet haben. Zum Kaufmann ausgebildet unternahm er eine Geschäftsreise nach Mexiko. Nach Europa zurückgekehrt studierte er in England Bergbau und Maschinenwesen.
Nach einer Bereisung Brasiliens wurde er 1830 technischer Leiter eines großen mexikanischen Silberbergbaubetriebes. Eine Londoner Gesellschaft engagierte ihn sodann für Führungsaufgaben im brasilianischen Goldabbau. Mitte der 1830er Jahre betrieb er mittels seiner 1833 in London gegründeten Companhia de Navegação, Comércio e Colonização do Rio Doce (Companhia do Rio Doce, Rio Doce Company) eine Kolonisation am Rio Doce. 1836 gewährte ihm die Provinz Bahia Privilegien zur ausschließlichen Schifffahrt auf dem Fluss. 1838 erwirkte er für eine englische Dampfschifffahrtsgesellschaft die Erlaubnis zum Befahren weiterer Flüsse, auch für den Postdienst auf dem Amazonas. Er wandte sich gegen die Sklaveneinfuhr nach Brasilien und sprach sich für die Einwanderung aus Europa aus. Hierzu stand er unter anderem in enger Korrespondenz mit Hermann Blumenau, den er für die Auswanderung nach Brasilien begeistert hatte. In Fragen der Peuplierung Brasiliens gewann er Einfluss, der bis ins Parlament und in die Regierung sowie in die kaiserliche Familie reichte. 1839 wurde er unter dem Namen João Diogo Sturz brasilianischer Staatsbürger.
1843 entsandte ihn Kaiser Peter II. als Generalkonsul nach Preußen. In diesem Amt oblag ihm insbesondere die Anwerbung deutscher Auswanderer. Als er jedoch die Bewerbung ungünstiger Pachtverträge vertreten sollte, sprach er sich öffentlich dagegen aus. Dies führte dazu, dass die brasilianische Regierung ihn 1858 ohne Ruhegehalt des Amtes enthob. In Fragen deutscher Auswanderung nach Brasilien nahm Sturz fortan eine kritische Haltung ein, insbesondere publizierte er Darstellungen zur Sklavenhaltung in Brasilien, die das Land in schlechtem Licht erscheinen ließen. 1862 erwirkte er eine Verurteilung der brasilianischen Einwanderungspolitik durch das Preußische Abgeordnetenhaus, nachdem Preußen bereits durch das Reskript des Handels- und Finanzministers August von der Heydt vom 3. November 1859 die Tätigkeit von Auswanderungsagenten Brasiliens unterbunden hatte. In 1868 veröffentlichten Beiträgen für die Deutschen Blätter, einem Beiblatt der Zeitschrift Die Gartenlaube, widersprach der Fachschriftsteller Henry Lange einigen Auffassungen von Sturz und bezeichnete diese als „Agitation gegen Brasilien“ und ihren Autor als „Hauptagitator“.
Auswanderung betrachtete Sturz weiterhin als „organische Function unseres [deutschen] Nationallebens“ und als Ergebnis eines „Wandertriebs“, den schon die germanischen Völker durch ihre Völkerwanderung unter Beweis gestellt hätten. Unter Hinweis auf den Noahbund im 1. Buch Mose der Lutherbibel – „Seid fruchtbar und mehret Euch und füllet die Erde“ – hielt er die Migration auch für sittlich geboten. In Ermangelung einer Seemacht habe die deutsche Nation noch keine überseeischen „Tochternationen“ bilden können. An dieses Merkmal knüpfte er die Forderung, „die gesammte deutsche Auswandrung so viel als möglich auf ein bestimmtes Gebiet zu lenken, und zwar auf ein solches Gebiet, welches sowohl für die Auswandrer, als für das Mutterland, den möglichst großen Vortheil verspricht.“ Für die anzustrebende  „Concentration der Auswandrung“ formulierte er mehrere politische Grundanforderungen: Erstens sollte durch die Ansiedlung von Deutschen ein entschiedener Einfluss auf das zu kolonisierende Land gewonnen werden. Zweitens sollte die Bevölkerung in dem Land zahlenmäßig klein sein, um deutschen Einwanderern die Wahrung ihrer Nationalität zu ermöglichen bzw. das „Deutschthum“ in einem Prozess der „Amalgamierung“ allmählich zur dominierenden Kraft anwachsen zu lassen. Drittens sollte das Land keine Merkmale aufweisen, wonach es Deutschland selbst zum Konkurrenten werden könne. Außerdem sollte es sich nicht um ein „Sklavenland“ handeln, also um ein Gebiet, im dem die Sklaverei strukturell verankert ist. Schließlich sprach er „Tropenländern“ aus klimatischen Gründen die Eignung zur angestrebten Schaffung eines „Neu-Deutschland“ ab. Für seine Bedingungen sah er 1862 – auch mit Blick eine traditionelle Germanophilie in Spanisch geprägten Kulturen – im Allgemeinen das „spanische Amerika“ als geeignet an, im Besonderen Chile und das Gebiet am Río de la Plata.
Von 1863 bis 1865 wirkte Sturz als Generalkonsul in den Diensten Uruguays. Diese Tätigkeit legte er nieder, nachdem die Regierung Uruguays ihm das zugesagte Gehalt nicht ausgezahlt hatte. Danach, 1866, bereiste er die Vereinigten Staaten und bot Mitgliedern des Kongresses seine Dienste als Förderer deutscher Auswanderung an.
Über viele Jahre und Themen trat Sturz ab 1833 als Publizist in Erscheinung, etwa in einer Schrift, die 1864 für den Bau des Nord-Ostsee-Kanals warb. Sturz vertrat Brasilien als Kommissar auf der Londoner Industrieausstellung 1851. Er war Mitglied der Geological Society of London und des Instituto Histórico e Geográfico Brasileiro sowie Ritter des Ordens der Rose.
Sturz war verheiratet mit Melina Elizabeth Cayme (1810–1885). Helene (1847–1915), eine Tochter aus ihrer Ehe, wurde Gattin des Admirals Felix von Bendemann und Mutter des Malers und Kunsthistorikers Eduard von Bendemann.

## Schriften
- Sketch of the Objects and Advantages of the Proposed Rio Doce Navigation and Land Company. 1833.
- Effeitos das maquinas e suas vantagens na riqueza publica e necessidade de sua introducção no Brazil. 1835 (Google Books).
- A Review, Financial, Statistical, & Commercial, of the Empire of Brazil and Its Resources: Together with a Suggestion of the Expediency and Mode of Admitting Brazilian and Other Foreign Sugars Into Great Britain for Refining and Exportation. 1837 (Google Books).
- Specimens from the Brazils. In: Proceedings of the Geological Society of London. 1838.
- Rules and Regulations of the Rio de Janeiro and Santa Catharina Societies for Promoting Colonization in Brazil. Report of the Directors of the Rio Doce Company. Remarks upon the Charter and Purposes of the Rio Doce Company. 1838.
- German Emigration to British Colonies. 1841.
- Die Beseitigung der Sklaverei in Nord-Amerika. 1843.
- Nach Ost oder West? 1846.
- Memória sobre diversos ramos da agricultura comércio e indústria. 1846.
- Die Ausgleichung des Bodenwerthes in Deutschland und Nord-Amerika. 1847.
- Kann und soll Deutschland eine Dampfflotte haben, und Wie? 1847.
- Emigração para o Brazil. In: V. Rev. Americana, II (1848), S. 38.
- Denkschrift über eine Expedition nach Ostasien. 1858.
- Proposal for the Establishment of a Central Office of Information in Berlin as a means of Promoting Emigration from Germany to the British Colonies of North-America, Cape of Good Hope, and Australasia. 1860 (Digitalisat).
- Kann und soll ein Neu-Deutschland werden und auf welche Weise? 1862 (Google Books).
- Der Fischfang auf hoher See und rationell betriebener Küstenfischfang als eine der Hauptnahrungszweige des Deutschen Volkes und Grundbedingung einer Deutschen Flotte. 1862 (Google Books).
- Die Krisis der Deutschen Auswanderung und ihre Benützung für Jetzt und Immer. Ein Hebel für deutsche Schifffahrt, deutschen Handel, deutsche Rhederei und Gewerbe, zur deutschen Flotte und eine Gewährleistung für deutsche Einigung, Kräftigung und Selbstachtung diesseits und jenseits des Weltmeers. 1862 (Google Books).
- Nothwendigkeit der Bildung eines Deutschen Central-Vereins für Auswanderungs-Angelegenheiten aus dringenden nationalen Gründen. 1862.
- Brasilianische Zustände und Aussichten im Jahr 1861. 1862 (Google Books).
- Einige Worte über deutsche Auswanderung. 1863.
- Schafzucht und Wollproduction für deutsche Rechnung in Uruguay als Grundlage für deutsche Ansiedelungen im La Plata-Flußgebiete. 1864 (Digitalisat).
- Der Nord- und Ostsee-Kanal durch Holstein, Deutschlands Doppelpforte, zu seinen Meeren und zum Weltmeer. 1864 (Google Books).
- Reden gehalten bei der Berliner Todtenfeier für den Präsidenten Lincoln von amerikanischen, englischen und deutschen Geistlichen. 1865 (Google Books).
- Suggestions for the encouragement of emigration by theoretical, financial and practical means. 1866.
- Die deutsche Auswanderung und die Verschleppung deutscher Auswanderer. Mit speciellen Documenten über die Auswanderung nach Brasilien zur Widerlegung falscher Angaben. 1868 (Google Books).
- Austernbetrieb in Amerika, Frankreich und England, mit Hinblick auf die deutschen Nordseeküsten. 1870 (Google Books).
- Der wiedergewonnene Welttheil. Ein neues gemeinsames Indien. 1876.
- Die deutsche und die chinesische Aus- und Rückwanderung in ihrer Bedeutung für das Deutsche Reich. 1876.